# 中國新城鎮
中國新城鎮發展有限公司（China New Town Development Co. Ltd.，新交所除牌前D4N、港交所：1278）原是上置集團旗下公司，主要從在中國主要城市的周邊地區發展新城鎮及營運商業地產。
中國新城鎮主要透過與地方政府成立合營公司，對土地進行進行規劃，動遷及基建。中國新城鎮會與地方政府在賣地收益上進行分成。
中國新城鎮當時於2007年11月14日在新加坡交易所上市，當時代碼為D4N，而在2010年10月22日於香港交易所介紹上市。
2012年9月，上置集團宣布把持有的59.2%中國新城鎮股權分派給股東，分派完成後，中國新城鎮不再是上置集團的附屬公司。
2013年3月，中国新城镇与国开国际控股签订谅解备忘录，國家開發銀行全資子公司國開金融以國開國際控股拟認購30億股中國新城鎮新發行股份，佔擴大後股本的40%權益。
2013年10月10日國家開發銀行旗下的子公司國開國際，落實以14.4億港元，認購中國新城鎮逾53.47億股新股，並且向監管機構提出豁免全面收購。是項認購每股作價0.27元，較每股市場價0.5元大幅折讓46%，國開國際持股一躍增至54.32%，成為中國新城鎮最大股東。
2016年10月18日，該公司以選擇性股份回購方式，自願撤銷於新交所之正式上市地位。

## 項目
- 上海羅店北歐新鎮
- 無錫鴻山新鎮
- 沈陽李相新鎮

## 外部連結
- 中國新城鎮發展有限公司網站（页面存档备份，存于）